# الدريدج روجر
الدريدج روجر (بالهولندية: Eldridge Rojer)‏ (13 مارس 1984 بويلمستاد في كوراساو - ) هو لاعب كرة قدم هولندي في مركز الهجوم. لعب مع بي إي سي زفوله وفيتيسه آرنهم ونادي إكسلسيور ونادي إيمن وWKE '16 ‏.

## وصلات خارجية
- الدريدج روجر على موقع قاعدة بيانات كرة القدم.إي يو (الإنجليزية)
- الدريدج روجر على موقع Soccerway.com (الإنجليزية)